# Alberto Ramírez Torres (futbolista venezolano)
Alberto Ramírez Torres (Caracas, Venezuela, 29 de agosto de 1991) es un futbolista venezolano. Su posición es de mediocampista y delantero

## Clubes
| Club                      | País      | Año           |
| ------------------------- | --------- | ------------- |
| Estrella Roja Fútbol Club | Venezuela | 2010          |
| La Trinidad Fútbol Club   | Venezuela | 2011-2012     |
| Deportivo Los Andes FC    | Venezuela | 2012-2013     |
| MAS Fez                   | Marruecos | 2014          |
| Deportivo Los Andes FC    | Venezuela | 2014-presente |

- Datos: Q30906418